# 串間市

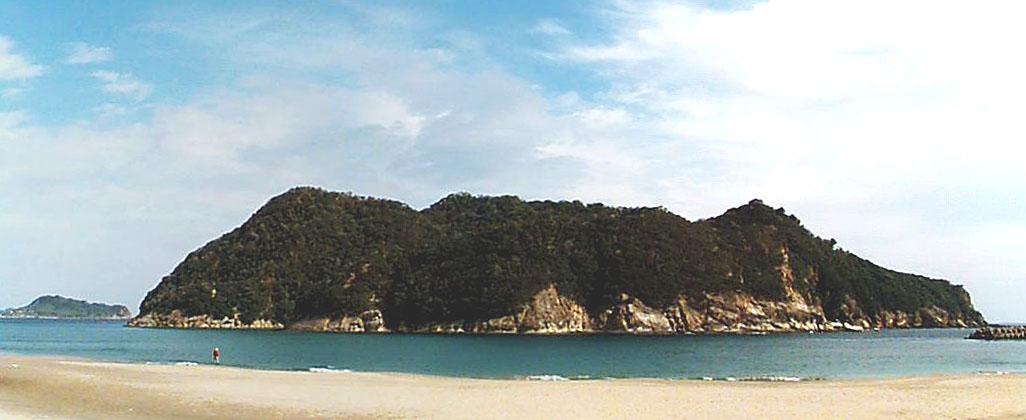
幸島

串間市（くしまし）は、宮崎県の最南端に位置する市。県南エリアに属する。

## 地理

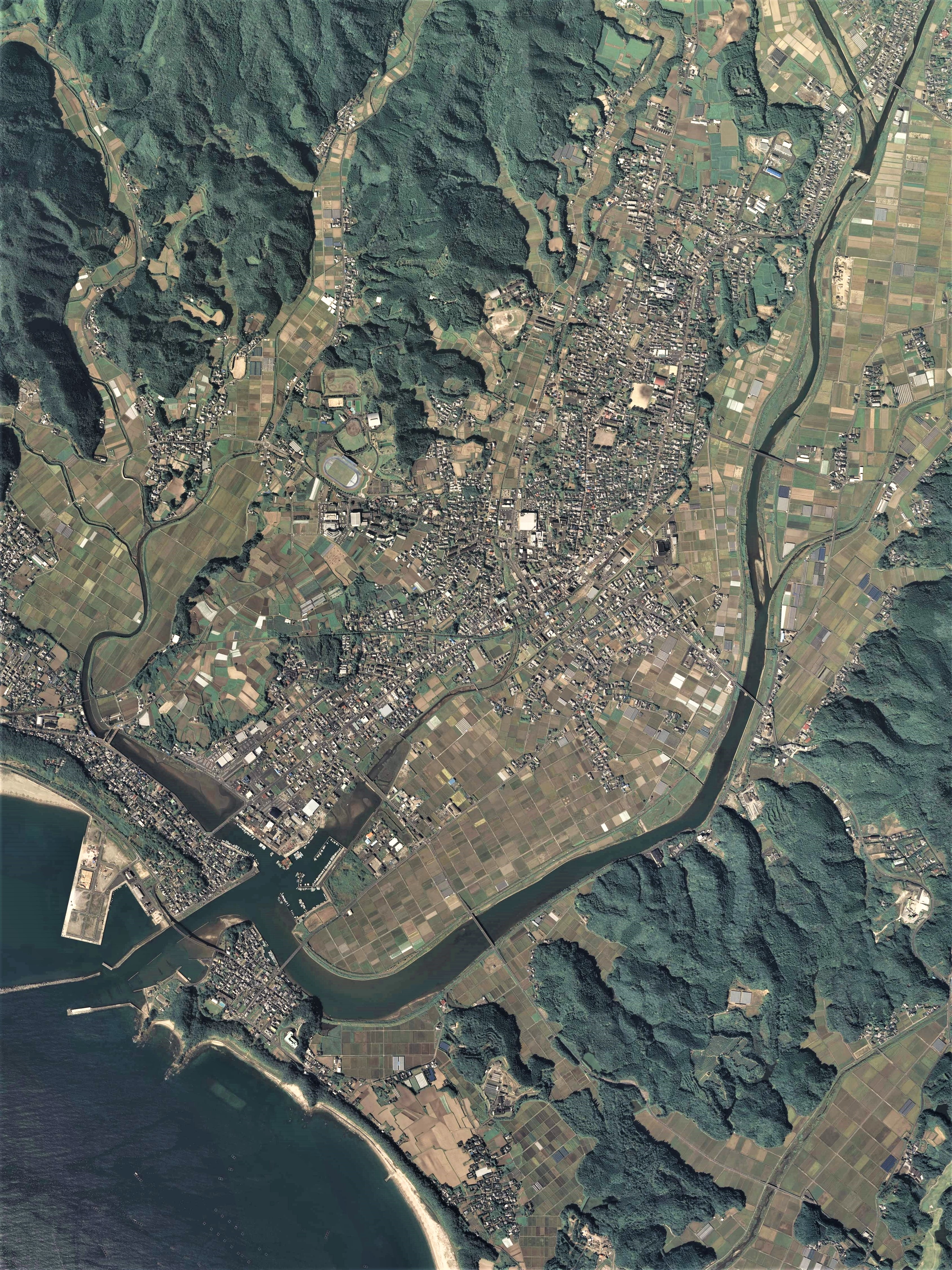
串間市中心部周辺の空中写真。
2008年10月15日撮影の4枚を合成作成。。

宮崎県の最南端、県都宮崎市の南南西約70kmの場所に位置している。東部は日向灘、南部は志布志湾に面する。海岸沿いは日南海岸国定公園に指定され、幸島や都井岬といった観光地がある。市域全体において、あまり平坦ではなく、丘陵地帯が多い。
- 山: 男鈴山（783m）、高畑山（518m）
- 河川: 福島川、大矢取川、千野川、本城川、市木川
- 岬: 都井岬
- 島: 築島、鬢垂島、幸島、鳥島、烏帽子島

隣接する基礎自治体は3つ。北部でわずかに宮崎県都城市と接し、東は日南市に向かい合う。西は鹿児島県志布志市と県境をなしている。

### 気候
夏は暑く、黒潮の影響により冬も比較的温暖である。夏から秋にかけては台風の通り道になることが多く影響を受けやすい。冬の温暖な気候を利用し、かつてはプロ野球チームの中日ドラゴンズが市内の串間市営球場で春季キャンプを行っていた。
| 串間（1991年 - 2020年）の気候      | 串間（1991年 - 2020年）の気候 | 串間（1991年 - 2020年）の気候 | 串間（1991年 - 2020年）の気候 | 串間（1991年 - 2020年）の気候 | 串間（1991年 - 2020年）の気候 | 串間（1991年 - 2020年）の気候 | 串間（1991年 - 2020年）の気候 | 串間（1991年 - 2020年）の気候 | 串間（1991年 - 2020年）の気候 | 串間（1991年 - 2020年）の気候 | 串間（1991年 - 2020年）の気候 | 串間（1991年 - 2020年）の気候 | 串間（1991年 - 2020年）の気候 |
| 月                                 | 1月                           | 2月                           | 3月                           | 4月                           | 5月                           | 6月                           | 7月                           | 8月                           | 9月                           | 10月                          | 11月                          | 12月                          | 年                            |
| ---------------------------------- | ----------------------------- | ----------------------------- | ----------------------------- | ----------------------------- | ----------------------------- | ----------------------------- | ----------------------------- | ----------------------------- | ----------------------------- | ----------------------------- | ----------------------------- | ----------------------------- | ----------------------------- |
| 最高気温記録 °C （°F）             | 23.2 (73.8)                   | 24.3 (75.7)                   | 26.6 (79.9)                   | 27.8 (82)                     | 32.2 (90)                     | 32.8 (91)                     | 37.1 (98.8)                   | 37.3 (99.1)                   | 34.5 (94.1)                   | 33.1 (91.6)                   | 29.0 (84.2)                   | 24.1 (75.4)                   | 37.3 (99.1)                   |
| 平均最高気温 °C （°F）             | 13.3 (55.9)                   | 14.5 (58.1)                   | 17.2 (63)                     | 21.3 (70.3)                   | 24.8 (76.6)                   | 26.7 (80.1)                   | 30.7 (87.3)                   | 31.6 (88.9)                   | 29.4 (84.9)                   | 25.3 (77.5)                   | 20.4 (68.7)                   | 15.4 (59.7)                   | 22.6 (72.7)                   |
| 日平均気温 °C （°F）               | 7.8 (46)                      | 9.1 (48.4)                    | 12.1 (53.8)                   | 16.2 (61.2)                   | 20.0 (68)                     | 23.0 (73.4)                   | 26.8 (80.2)                   | 27.4 (81.3)                   | 24.8 (76.6)                   | 20.1 (68.2)                   | 14.8 (58.6)                   | 9.7 (49.5)                    | 17.7 (63.9)                   |
| 平均最低気温 °C （°F）             | 2.6 (36.7)                    | 3.7 (38.7)                    | 6.8 (44.2)                    | 11.0 (51.8)                   | 15.4 (59.7)                   | 19.8 (67.6)                   | 23.6 (74.5)                   | 24.0 (75.2)                   | 21.1 (70)                     | 15.6 (60.1)                   | 9.8 (49.6)                    | 4.3 (39.7)                    | 13.2 (55.8)                   |
| 最低気温記録 °C （°F）             | −6.6 (20.1)                   | −7.9 (17.8)                   | −4.4 (24.1)                   | −0.8 (30.6)                   | 5.5 (41.9)                    | 10.1 (50.2)                   | 15.0 (59)                     | 16.8 (62.2)                   | 11.2 (52.2)                   | 3.1 (37.6)                    | −2.0 (28.4)                   | −5.2 (22.6)                   | −7.9 (17.8)                   |
| 降水量 mm （inch）                 | 71.8 (2.827)                  | 119.5 (4.705)                 | 161.4 (6.354)                 | 197.7 (7.783)                 | 216.9 (8.539)                 | 531.5 (20.925)                | 339.8 (13.378)                | 251.5 (9.902)                 | 283.9 (11.177)                | 153.8 (6.055)                 | 118.0 (4.646)                 | 81.6 (3.213)                  | 2,527.3 (99.5)                |
| 平均降水日数 （≥1.0 mm）           | 6.9                           | 8.2                           | 12.2                          | 10.8                          | 10.7                          | 16.8                          | 11.4                          | 12.6                          | 12.2                          | 8.4                           | 8.3                           | 6.6                           | 125.1                         |
| 平均月間日照時間                   | 170.2                         | 156.0                         | 171.5                         | 177.7                         | 174.6                         | 108.4                         | 195.6                         | 211.1                         | 157.5                         | 175.8                         | 163.3                         | 169.6                         | 2,031.5                       |
| 出典1：Japan Meteorological Agency |                               |                               |                               |                               |                               |                               |                               |                               |                               |                               |                               |                               |                               |
| 出典2：気象庁                      |                               |                               |                               |                               |                               |                               |                               |                               |                               |                               |                               |                               |                               |

### 地名
串間市役所や県出先機関、串間市立図書館等の主な文化施設、JR串間駅などは西方地区にある。
旧福島町
高松、西方、奴久見（ぬくみ）
旧北方村（ただし、串間市発足の3年前の1951年に一旦福島町に合併していた）
秋山、北方、串間、南方
旧大束村
一氏（いちうじ）、大平、大矢取、奈留
旧市木村
市木
旧都井村
大納（おおの）、都井
旧本城村
崎田、本城
市発足後の追加町名
- 寺里1丁目、2丁目（西方より。串間都市計画事業中央第一土地区画整理事業により1996年3月16日）
- 西浜1丁目、2丁目（西方より。串間都市計画事業中央第一土地区画整理事業により1996年3月16日）
- 東町（西方5700 - 西方6630、南方150 - 南方1940。串間都市計画事業串間駅東部土地区画整理事業により2004年10月22日）

## 歴史

### 室町時代

#### 野辺氏
鎌倉幕府滅亡後、室町幕府に命令され、串間に地頭として野辺久盛が派遣された。在地豪族と戦い、制圧した。
建武3年（1336年）、野辺盛忠が冨山直顕諸族と共に櫛間城を攻める。

#### 大覚寺義昭事件
室町幕府3代将軍足利義満の子・義昭（ぎしょう）が現在の串間市北方にある永徳寺にて自刃した事件。室町最後の将軍である足利義昭とは別人であり、区別するために「大覚寺義昭」とも呼ばれる。室町6代将軍足利義教とは兄弟関係であるが、義昭は義教に謀反の疑いをかけられ京から逃れた。各地を転々とした後、日向国櫛間（今の串間）を治める野辺氏を頼って永徳寺に身を潜めるも居場所を突き止められ、嘉吉元年（1441年）3月13日義昭は永徳寺にて自刃した。永徳寺の敷地内には義昭の墓といわれる五輪塔が建てられている。

### 江戸時代
江戸時代は高鍋藩領で、飫肥藩と薩摩藩に挟まれた飛び地（櫛間領）であった。櫛間（串間）の統治に腐心した高鍋藩は、代官・郡代制度の上に更に都合職なるものをおいて、統治の強化を図った。
江戸時代の末期、串間から古代中国の王が権力の象徴として持っていたといわれる玉璧（ぎょくへき）が見つかったという記録がある。

### 近現代
- 1954年（昭和29年）11月3日 - 南那珂郡福島町、大束村、本城村、都井村、市木村が新設合併し、串間市が発足。

## 市政
- 市長：島田俊光（2017年10月8日就任、2期目[6]）

### 市長の汚職と選挙違反
野辺修光はこれまでに、
- 第10代（1990年 - 1992年10月）
- 第13代（2000年 - 2002年6月6日）
- 第16代・17代（2010年7月28日 - 2017年9月4日）

の通算4期、市長を務めている。そして不祥事に伴い2度、辞職又は失職している。過去2度の事件は以下の通りである。
- 1990年に市長選初当選を果たすものの、1992年に電算機導入をめぐる収賄容疑で逮捕されて辞任（後に有罪も確定）。当時、現職市長が収賄で逮捕されるのは、全国で初めてのケースであった。
- 2000年に市長へ返り咲きを果たすものの、2002年に（返り咲き時の）選挙違反事件にからみ拡大連座制の適用を受け失職。現職市長が拡大連座制適用により失職するのは、これもまた全国初のケースであった。野辺の失職を受けて、市長に立候補・当選したのが鈴木重格である。鈴木は当時（串間市選出）県議会議員であったため、議員を辞職しての立候補であった。その鈴木の辞職に伴う県議会議員補欠選挙に立候補したのが、失職間もない野辺である。選挙結果は野辺の圧倒的な勝利。野辺は以後当選を重ね、2010年には市長職に復帰した。

### 市町村合併
2003年（平成15年）2月17日、串間市、日南市、北郷町、南郷町の4市町で「南那珂地域任意合併協議会」を設置したが、同年中に協議会は解散し、串間市は当面単独市制を継続することとなった。

### 原発誘致をめぐる経緯
- 1990年（平成2年）5月30日 : 原発誘致推進派の野辺が市長選にて勝利。第10代市長となる。
- 1992年（平成4年） : 九州電力による、串間市への原発建設計画が表面化。
  - 10月5日 : 野辺が収賄容疑で逮捕される。それを受けた11月29日の市長選で山下茂が返り咲き当選。第11代市長となる。
- 1995年（平成7年）4月23日 : 市議選にて、原発立地阻止JA連協が推薦した市議候補10人全員が当選する。同年9月26日、住民投票を市長裁量で実施できる条例改正案を市議会が賛成多数で可決。それを受けて12月1日、九州電力が立地活動凍結を宣言。
- 1996年（平成8年） : 原発立地の是非を問う住民投票条例の制定。
  - 11月29日 : 原発反対を掲げる山下が市長選にて三選。第12代市長となる。公約は「原発誘致の是非を問う住民投票の開催を、就任後1年以内に行う」であった。
- 1997年（平成9年）
  - 3月 : 「串間原発立地を断念」と、九州電力副社長が明言。それを受けて山下は住民投票の予算を議会に計上せず、事実上の公約の撤回となる。
  - 7月28日 : 九州電力社長が「川内、玄海に加え第3の立地が必要」と発言。
  - 8月11日 : 「串間反原発住民投票対策本部」が原発誘致の是非を問う住民投票の即時実施を求める署名活動をスタート。
- 1999年（平成11年）
  - 4月 : 市議選にて、原発反対派議員が11人から5人に激減。
  - 6月 : 市議会にて1996年に可決された「原発立地反対決議」を撤回する決議を行う。14対5の賛成多数で可決。これにより「原発立地反対決議」は撤回された。
  - 9月20日 : 「串間市原発阻止JA青年部連絡協議会｣が、串間原発立地の是非を問う住民投票実施の公約（96年11月選挙）が守られず、精神的苦痛を受けたとして山下茂市長に750万円の損害賠償を求めた裁判について宮崎地方裁判所は、「串間市原発阻止JA青年部連絡協議会｣の請求を棄却。「住民投票を実施するという約束は、選挙における公約でしかなく、司法上の契約ではない。」と判決。
- 2000年（平成12年）
  - 4月19日 : 串間市議会の企業誘致特別委員会は、原発誘致の方針を全会一致で確認。
  - 11月19日 : 任期満了にともなう串間市長選挙の投票が行われる。川崎永伯 3616票、野辺修光 9353票、田中勝 4159票という結果で、野辺が第13代市長となる。翌年1月、野辺は「誘致は考えておらず、原発の是非を問う市民投票条例に対しても、自分から条例の廃止を持ち出す考えはない」と述べた。
- 2001年（平成13年）9月 : 野辺市長の元後援会会長が、串間市長選にて有権者16人に野辺市長への票の取りまとめを依頼、報酬として計24万円を渡した罪により、最高裁、2000年11月の宮崎県串間市長選に絡む公職選挙法違反事件で、野辺修光市長の当時の地区後援会会長に有罪判決。宮崎地方裁判所にて懲役2年、執行猶予5年、追徴金38万円の判決が確定。
- 2002年（平成14年）
  - 1月25日 : 福岡高検が、2000年、11月の宮崎県串間市長選に絡む野辺市長の公職選挙法違反事件で、当時の地区後援会会長の有罪が確定した野辺市長について連座制適用を求めた件について、福岡高等裁判所宮崎支部は福岡高等検察庁の請求通り、野辺市長の当選を無効とし、串間市長選への5年間の立候補を禁じる判決を言い渡した[9]。1994年の公職選挙法改正以後、現職の自治体首長が連座制の適用を受け、当選無効の判決を受けるのは初めてのことだった[10]。
  - 2月4日 : 野辺修光市長は、福岡高裁宮崎支部の下した判決「当選無効と同市長選への立候補禁止」の判決に不服申し立て、最高裁判所に上告。しかし、最高裁判所第一小法廷（横尾和子裁判長）は6月6日、この上告を棄却、野辺市長は失職する[11]。
  - 7月8日 : 鈴木重格が市長選に勝利。第14代市長となる。
- 2006年（平成18年）7月28日 : 鈴木重格が市長選で再選。第15代市長となる。
- 2010年（平成22年）7月 : 原発推進派であり「市民投票における推進と反対の決着」を公約に掲げた野辺が市長選で返り咲き三選。第16代市長となる。同年12月、原発誘致の是非を問う住民投票を提案し、可決された。4月10日に実施となる。
- 2011年（平成23年）3月14日 : 東日本大震災による福島第一原子力発電所事故の余波を受け、4月10日に実施予定だった原発誘致を巡る住民投票が白紙撤回となる。

#### 参考
- 串間原発問題の経過
- 串間原発立地の是非を問う住民投票 - ウェイバックマシン（2001年11月22日アーカイブ分）

### 議会
- 定数:15[12]

## 公共機関

### 県の行政機関
- 串間土木事務所
- 串間警察署

### 国の出先機関
- 防衛省
  - 航空自衛隊西部航空警戒管制団第13警戒群 (高畑山分屯基地)

### 国立大学法人
- 国立大学法人京都大学野生動物研究センター幸島観察所

## 郵便
- 串間郵便局（集配局）
- 都井郵便局（集配局）
- 市木郵便局（集配局）
- 串間今町郵便局
- 串間上町郵便局
- 本城平郵便局
- 大束郵便局
- 大平簡易郵便局

## 産業
- 都井岬などを訪れる観光客が多いほか、第一次産業（畜産を含む農業、水産業）とそれを生かした食品加工業が盛んである。特産品は市外へ販売するだけでなく、ふるさと納税の返礼品として寄付者に贈っている[13]。

### 農業
米（早場米）、サツマイモ、キンカン、マンゴー、キュウリ（ワンタッチきゅうり）など。
サツマイモの「ヤマダイかんしょ」はブランド化が進み、2018年8月6日、「地理的表示保護制度」に登録され、農林水産省において登録証授与式が行われた。

### 水産業

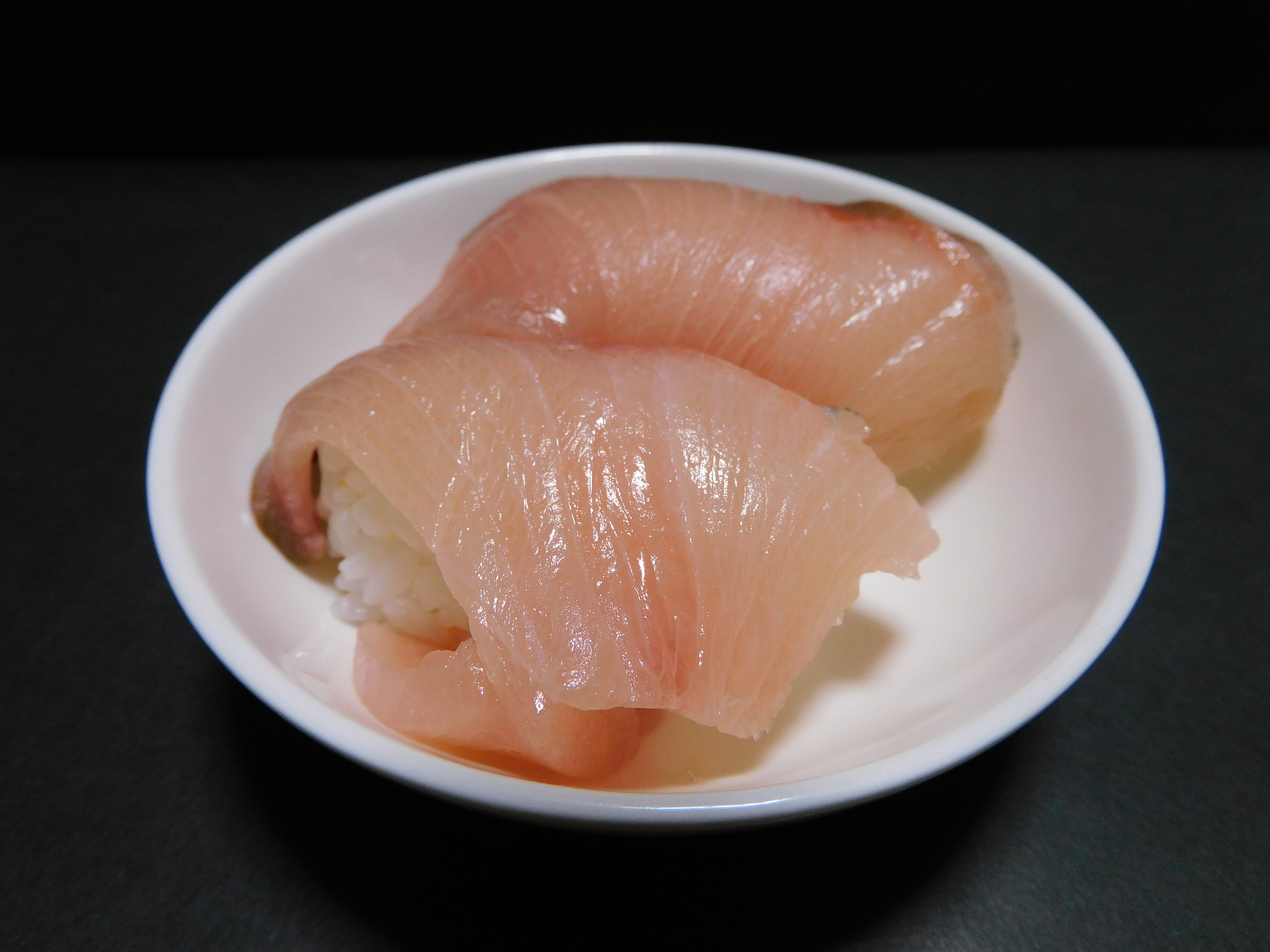
黒瀬ぶりの握り寿司

近海漁業でアジ、サバ、カツオ、マグロ、トビウオなどが水揚げされ、秋にはイセエビ漁が行われる。
イワガキやカンパチ、ブリなどが養殖されている。日本水産グループの黒瀬水産が立地しており、志布志湾で養殖したブリを「黒瀬ぶり」としてブランド化を進めている。
串間産のブリを用いた串間活〆ぶりプリ丼ぶりが開発され、2013年より串間市内の飲食店などで提供されている。

### 酒造業
- 酒造会社が3社（松露酒造、幸蔵酒造、寿海酒造）あり、焼酎を生産・出荷している[15]。

### 製麺業
- 川北製麺が、グルテンフリー麺の製造に取り組んでいる。

### 商業
- セブン-イレブン、ローソン、ファミリーマートなどのコンビニエンスストアに加え、ニシムタ、セブンプラザなどの地場チェーン店は存在するが、大型スーパーマーケットやショッピングモールは市内に存在しない。なお出版文化産業振興財団の調査によると、2024年8月現在で市内に書店が1軒もない全国15道県24市のひとつ（宮崎県内の市では唯一）である[16]。

## 姉妹都市・提携都市

### 国内
- 高鍋町（宮崎県児湯郡）
  - 1968年（昭和43年）11月21日に姉妹都市盟約[17]。

### 海外
- イビウーナ市（ブラジル連邦共和国サンパウロ州）
  - 1987年5月21日に姉妹都市提携。
- 安国市（中華人民共和国 河北省）
  - 1997年9月25日に友好都市提携。

## 地域

### 人口
| |                                        |  |
| 串間市と全国の年齢別人口分布（2005年） | 串間市の年齢・男女別人口分布（2005年） |  |
| ■紫色 ― 串間市 ■緑色 ― 日本全国 | ■青色 ― 男性 ■赤色 ― 女性              |  |
| 串間市（に相当する地域）の人口の推移 \| 1970年（昭和45年） \| 31,734人 \| \| \| 1975年（昭和50年） \| 30,038人 \| \| \| 1980年（昭和55年） \| 29,420人 \| \| \| 1985年（昭和60年） \| 28,328人 \| \| \| 1990年（平成2年） \| 26,734人 \| \| \| 1995年（平成7年） \| 25,243人 \| \| \| 2000年（平成12年） \| 23,647人 \| \| \| 2005年（平成17年） \| 22,118人 \| \| \| 2010年（平成22年） \| 20,453人 \| \| \| 2015年（平成27年） \| 18,779人 \| \| \| 2020年（令和2年） \| 16,822人 \| \| |                                        |  |
| 総務省統計局 国勢調査より |                                        |  |
| 1970年（昭和45年） | 31,734人                               |  |
| 1975年（昭和50年） | 30,038人                               |  |
| 1980年（昭和55年） | 29,420人                               |  |
| 1985年（昭和60年） | 28,328人                               |  |
| 1990年（平成2年） | 26,734人                               |  |
| 1995年（平成7年） | 25,243人                               |  |
| 2000年（平成12年） | 23,647人                               |  |
| 2005年（平成17年） | 22,118人                               |  |
| 2010年（平成22年） | 20,453人                               |  |
| 2015年（平成27年） | 18,779人                               |  |
| 2020年（令和2年） | 16,822人                               |  |

- 宮崎県の市では最も人口が少ない。三股町や高鍋町よりも下回っている。

### 教育
宮崎県初の連携型中高一貫校として、宮崎県立福島高等学校・串間市立串間中学校がある。
串間市は宮崎県立福島高等学校における魅力ある学校づくりの支援事業として、日本漢字能力検定、実用英語技能検定や商業系の全商珠算・電卓検定、ビジネス文書実務検定、さらには被服製作技術検定・食物調理技術検定など、準2級以上の検定試験を受験する生徒の保護者に対して、全額の検定料にかかる費用を助成している。

#### 小学校

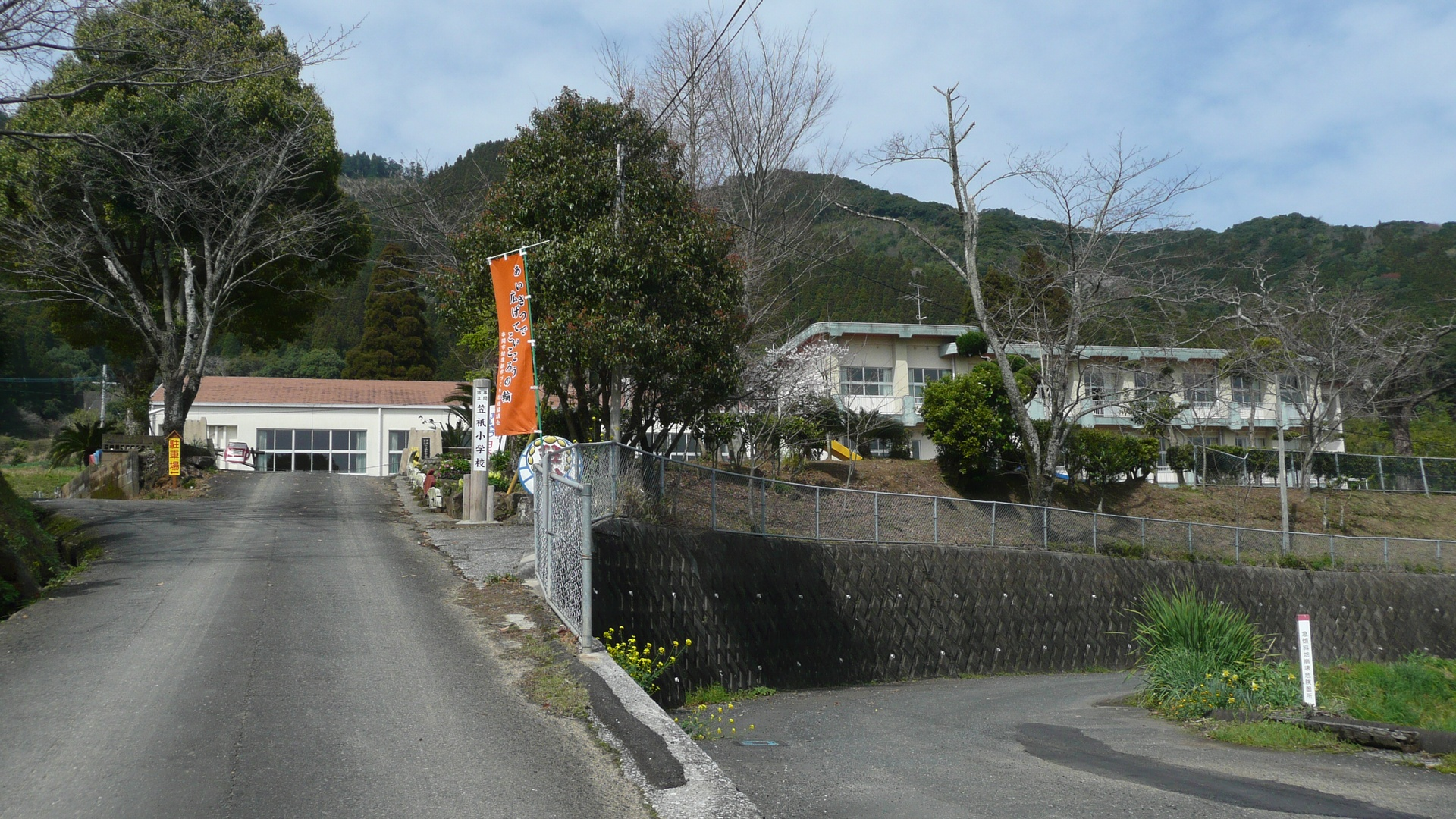
笠祇小学校

- 串間市立秋山小学校 - 2025年より休校
- 串間市立有明小学校
- 串間市立市木小学校
- 串間市立大束小学校
- 串間市立大平小学校 - 2023年より休校
- 串間市立笠祇小学校 - 2016年より休校
- 串間市立金谷小学校
- 串間市立北方小学校
- 串間市立都井小学校
- 串間市立福島小学校
- 串間市立本城小学校

#### 中学校
- 串間市立串間中学校（2017年 市立中学校全6校を統合の上、開校）

#### 高等学校
- 宮崎県立福島高等学校

## 交通
- 最寄り空港は宮崎空港。また、鉄道と空港バスを乗り継ぎ、鹿児島空港も利用可。

### 鉄道路線
九州旅客鉄道（JR九州）
- 日南線

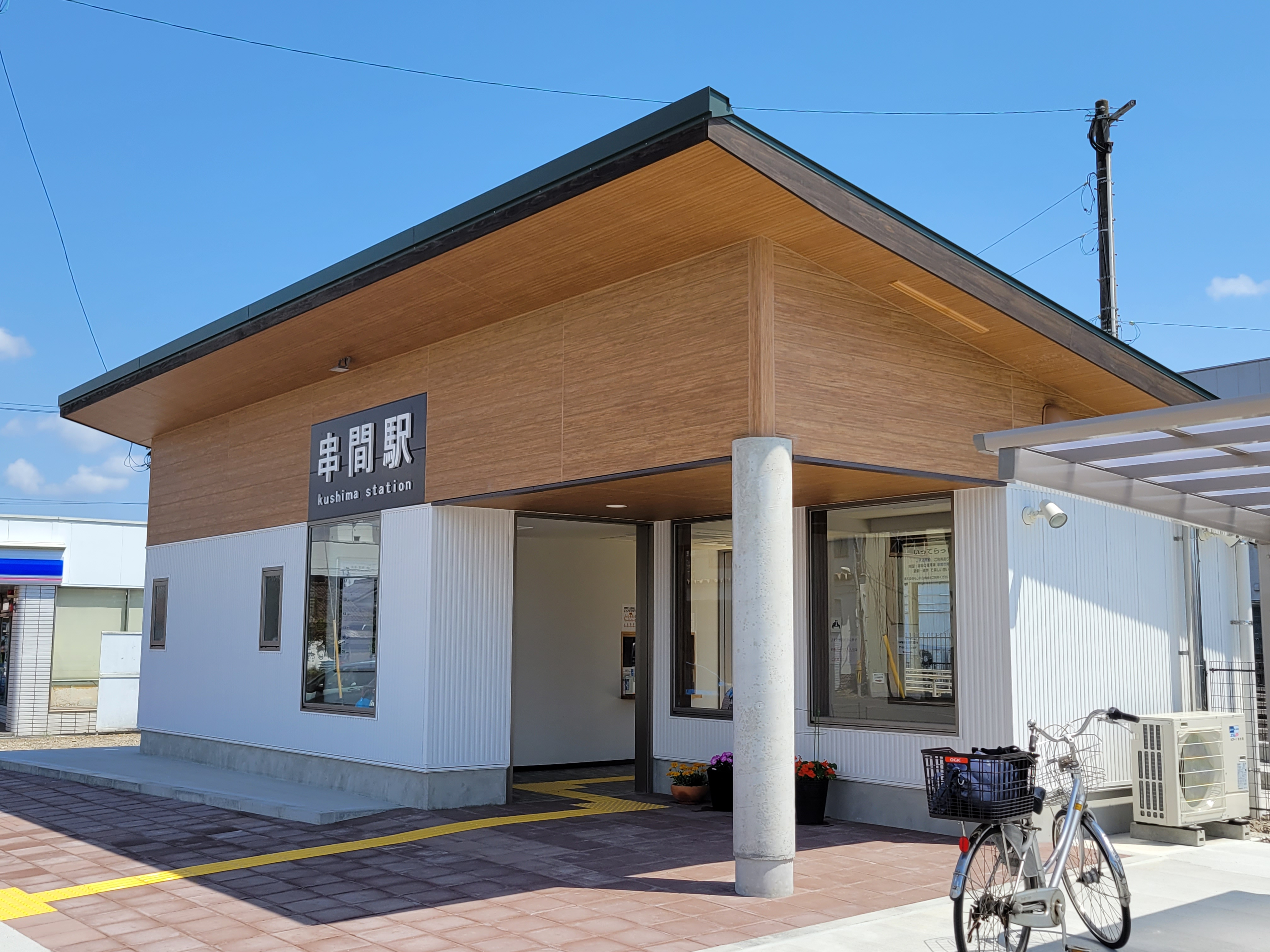
串間駅

  - 日向大束駅 - 日向北方駅 - 串間駅 - 福島今町駅 - 福島高松駅

- 中心となる駅：串間駅

### バス路線
- 宮崎交通 - 日南市と市木地区・幸島を結ぶ1路線のみ運行している。かつては市中心部と市内各地を結ぶ路線や、串間駅と都井岬を結ぶ路線もあったが、これらは廃止されコミュニティバスに置き換えられた。かつては宮崎市と御崎神社・都井岬を結ぶ特急バスも運行していた。
  - 飫肥 - 油津駅前 - 南郷 - 贄波 - 夫婦浦 - 古都 - 幸島入口
- 串間市コミュニティバス「よかバス」
  - 道の駅くしま、串間駅を拠点に市内各地を運行する。

### 道路

#### 高速道路
市内には東九州自動車道の奈留IC（仮称）・串間IC（仮称）が設置される予定である。2024年度より市域の全線において事業化された。開通時期は未定。
2021年現在の最寄りインターチェンジは東九州自動車道の志布志インターチェンジ。
高規格幹線道路
- E78 東九州自動車道（ 油津・夏井道路、南郷奈留道路区間を含む）
  - 【日南市】 - 奈留IC（未開通） - 串間IC（未開通） - 【鹿児島県志布志市】

#### 一般国道
- 国道220号
- 国道448号

#### 道の駅
- くしま

#### 主要地方道
- 宮崎県道・鹿児島県道3号日南志布志線
- 宮崎県道34号都城串間線
- 宮崎県道36号都井岬線
- 宮崎県道48号市木串間線

### 船舶
最寄りのフェリー航路
- フェリーさんふらわあ：志布志港 - 大阪港

## 名所・旧跡・観光スポット・祭事・催事
- 串間神社

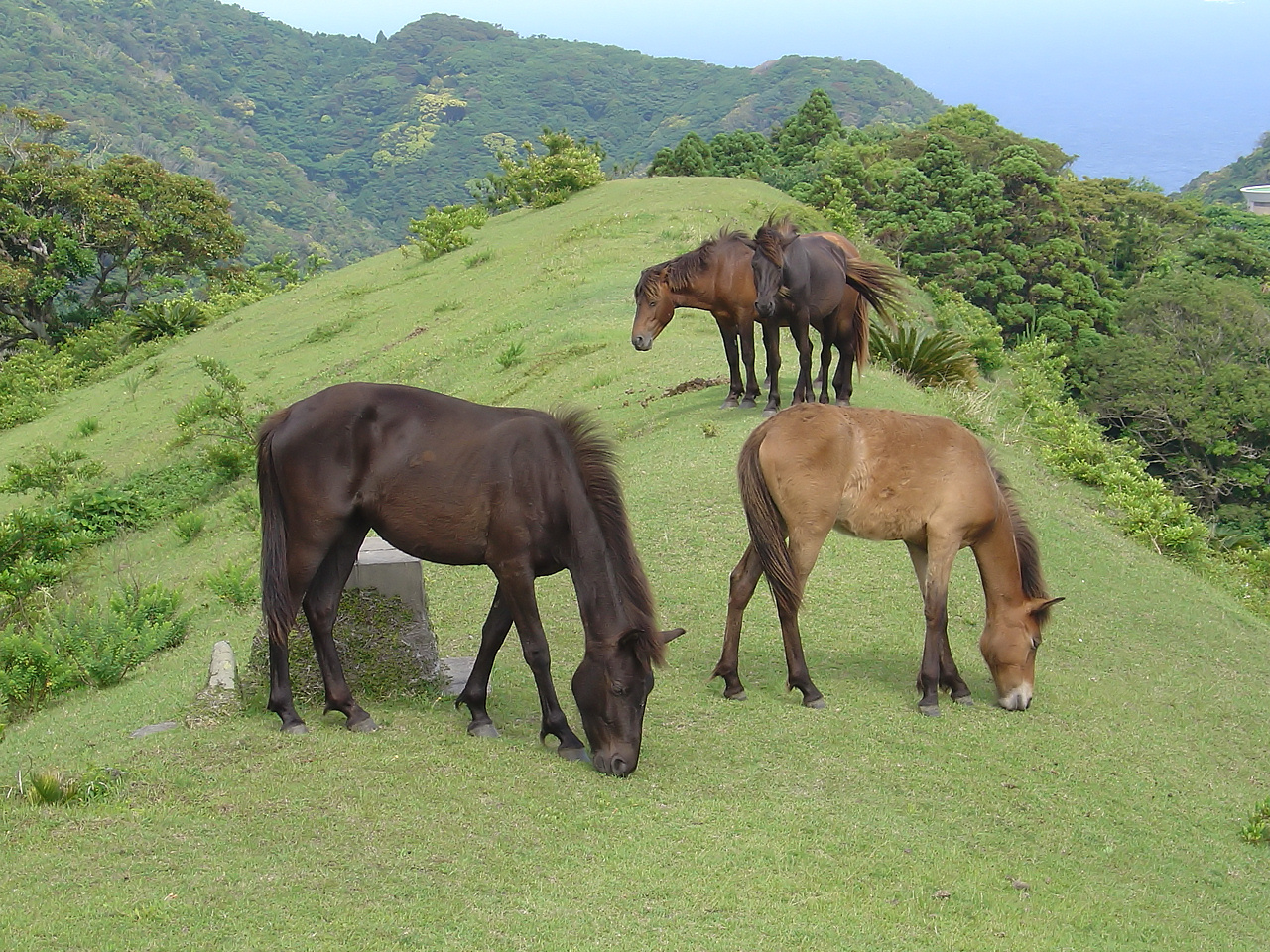
都井岬の御崎馬

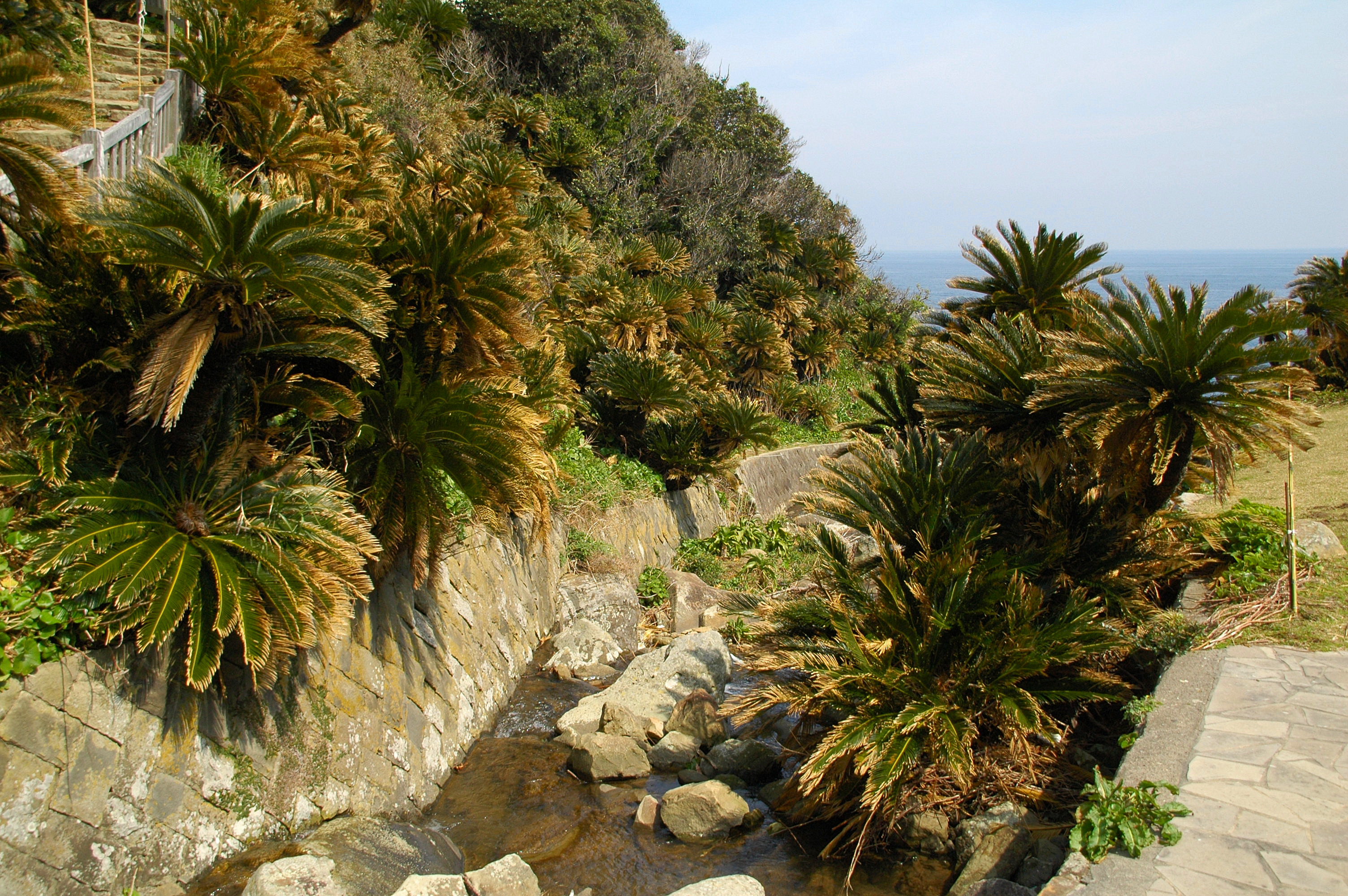
都井岬ソテツ自生地

- 旧吉松家住宅 - 重要文化財（2008年〈平成20年〉12月2日、国指定）
- 幸島
- 石波の海岸樹林
- 都井岬 - 日南海岸国定公園
  - 都井岬灯台 - 日本の灯台50選
  - 御崎馬およびその繁殖地（天然記念物）
  - ソテツ自生地（特別天然記念物）
- 恋ヶ浦（サーフィンの名所）
- 都井岬火まつり（毎年8月第4金・土曜日）
  - 都井大おどり
  - 宮原柱松おどり
- ねたろうの神祭り
- もぐらもち
- 西林院（戦国大名秋月種実の墓所）
- 串間温泉
- 志布志湾大黒イルカランド

### 百選
- 日本の灯台50選：都井岬灯台
- 日本の渚百選：日南海岸

## 串間市を舞台とした作品
ロケも含む。
- 砂の器 - 長浜
- LIMIT OF LOVE 海猿 - 幸島

## 著名な出身者
- 田中長茂（政治家、第37代宮崎県知事）
- 古川禎久（政治家、衆議院議員）
- 神戸政次（大地主、貴族院多額納税者議員）
- 塚野路哉（一級建築士、広島女学院大学准教授）
- 東村アキコ（漫画家）
- HAKUEI（ミュージシャン、ロックバンドPENICILLINボーカル）
- いであやか（シンガーソングライター）
- 津曲勝利（バレーボール選手）
- 西村徳文（プロ野球選手）
- 水谷実雄（プロ野球選手）
- 加治屋蓮（プロ野球選手）
- 日高逸子（競艇選手）
- 草竹幸一（大相撲力士）

## テレビ
串間市は鹿児島県との県境に位置することから、条件次第では鹿児島県のテレビ局を視聴することができる。アナログ放送時代宮崎日日新聞のテレビ欄には「串間」のチャンネルとして鹿屋中継局の番号が記載されていた。
地上デジタル放送への完全移行に伴い放送波の出力が弱まったため、山間部において他県のテレビ放送波を受信することが難しくなった。また地域によってはmrtなどの宮崎県内を対象とした放送波すら受信が難しいこともあり、共聴受信設備を設けるなどの対応を行っている。
しかし、串間市中心部の福島地区や本城地区などの開けた場所であれば、依然として鹿屋中継局の電波（特に宮崎県にフルネット局がないKKB・KYT）や鰐塚山送信所の電波を受信することもできる。